# Discursul Carantinei
Discursul Carantinei (în engleză Quarantine Speech) a fost ținut de președintele SUA, Franklin D. Roosevelt, pe 5 octombrie 1937 la Chicago (cu ocazia inaugurării podului peste râul Chicago care face legătura între partea de nord și partea de sud a șoselei Lake Shore Drive), în care a cerut instituirea unei „carantine” internaționale împotriva „epidemiei mondiale a nelegiuirii” promovate de națiunile agresive ca o alternativă la climatul politic al neutralității și neintervenției, care predomina în America la acea vreme. Discursul a intensificat spiritul izolaționist al Americii, provocând protestele neintervenționiștilor și adversarilor politicii de intervenție. Nicio țară nu a fost menționată direct în discurs, dar s-a interpretat că s-a făcut referire la Imperiul Japonez, la Regatul Italiei și la Germania Nazistă. Roosevelt a sugerat utilizarea presiunilor economice ca o formă de răspuns la adresa politicii agresive a acelor state, dar mai puțin directă decât agresiunea fățișă.
Răspunsul public la acest discurs a fost unul amestecat. Renumitul caricaturist Percy Crosby, creatorul benzilor desenate cu Skippy și un critic fățiș al lui Roosevelt, a cumpărat un spațiu de două pagini în ziarul New York Sun pentru a ataca acest discurs. În plus, discursul a fost puternic criticat de ziarele deținute de Hearst și Chicago Tribune (deținut de Robert R. McCormick), dar mai multe editoriale publicate ulterior au evidențiat susținerea aproape totală a acestui discurs în mass-media din SUA.

## Legături externe
- Transcrierea discursului